# 네모 선장과 여인들
《네모 선장과 여인들》(영어: Mysterious Island)은 1961년 개봉한 미국 영화이다.

## 출연
- 마이클 크레익 - 하딩 대위
- 허버트 롬 - 네모 선장
- 마이클 컬런 - 허버트
- 게리 메릴 - 스플렛
- 돈 잭슨 - 넵
- 퍼시 허버트 - 펜크로프트
- 베스 로간 - 엘레나
- 조안 그린우드 - 마르퀴사

## 한국판 성우진(KBS)
- 김규식 - 하딩 대위(마이클 크레익)
- 박상일 - 네모 선장(허버트 롬)
- 이강룡 - 스플렛(게리 메릴)
- 황원 - 펜크로프트(퍼시 허버트)
- 김정애 - 엘레나(베스 로간)
- 이연희 - 마르퀴사(조안 그린우드)
- 유제상 - 미국 남군(해리 몬티)
- 이규화 - 허버트(마이클 컬런)
- 장승길 - 넵(돈 잭슨)